# Thug Walkin'
Thug Walkin' är det första studioalbumet av rapduon Ying Yang Twins. Det släpptes 25 april 2000.

## Låtlista
1. Ying Yang in This Thang
2. Ballin' G's
3. Whistle While You Twurk [Collipark Mix]
4. Bring Yo Azz Outdoz
5. Ying Yang Vs. Lil Jon & The Eastside Boyz
6. Thug Walkin'
7. The Warm Up
8. Dispose of Brawdz
9. A!
10. The Dope Game
11. Whistle While You Twurk [E.A. Remix]
12. Back Up! (Move Away)
13. Shake That Azz Girl